# Keyon Dooling
Keyon Latwae Dooling (Fort Lauderdale, 8 maggio 1980) è un ex cestista e allenatore di pallacanestro statunitense, professionista nella NBA.
Nacque a Fort Lauderdale, Florida, da Leroy e Brenda Dooling. Lui, un fiorista, e lei un'insegnante.
Ha frequentato la University of Missouri prima di giocare professionalmente nella NBA con i Los Angeles Clippers, i Miami Heat, Orlando Magic, Brooklyn Nets, Milwaukee Bucks e Boston Celtics.

## Carriera

### High school e università
Frequentò la Dillard High School, e nel suo anno da senior portò la squadra del liceo a raggiungere un record di 27 vinte e 7 perse, che gli valsero l'accesso alle semifinali del torneo liceale.
Mantenne medie di 22 punti, 6 assist, 6 rimbalzi e 5 palle rubate a partita.
Fu invitato ad un camp promosso dalla NBA, e guadagnò il premio di MVP del torneo.
Si trasferì poi alla University of Missouri, dove trascorse due anni, dal 1998 al 2000, facendo segnare medie di 12,1 punti, 3,4 assist, 2,4 rimbalzi e 1,3 palle rubate nelle 59 partite giocate.
Nel secondo anno (1999-2000), guidò Missouri per quanto riguarda la classifica di numero di punti segnati, assist e stoppate, condusse la sua squadra al torneo NCAA e segnò più di 10 punti in 26 delle 31 partite giocate, incluse sette partite con più di 20 punti.
Nel 2000 si laureò in economia e commercio.

### NBA
Venne selezionato dagli Orlando Magic con la scelta numero 10 al Draft NBA 2000, e ceduto il giorno stesso ai Los Angeles Clippers insieme a Corey Maggette, Derek Strong e contanti in cambio di una futura scelta del primo turno.
Debuttò nella NBA il 31 ottobre del 2000 contro gli Utah Jazz, mettendo a referto 10 punti, 3 assist e 2 rimbalzi in 13 minuti di gioco.
La sua prima partenza da titolare fu il 20 novembre contro i New Jersey Nets, e concluse la gara con 5 punti, 5 assist e 2 rimbalzi in 41 minuti di gioco, il suo più alto minutaggio in campo della stagione. 
Conclude la sua stagione da rookie classificandosi terzo tra i giocatori al primo anno per media di assist a gara (2,3).
Il 31 marzo 2004, nella gara contro i Detroit Pistons, segnò 20 punti (suo season high)  e distribuì 10 assist (career high), mettendo a referto la sua prima doppia doppia nell'NBA.
Vestì per quattro stagioni la maglia dei Clippers, per poi passare, nella stagione 2004-05, ai Miami Heat di Stan Van Gundy.
Trascorse un solo anno a Miami, la stagione successiva tornò infatti alla squadra che lo aveva selezionato inizialmente al Draft, gli Orlando Magic.
Nel luglio 2008 firmò un nuovo contratto con i Magic, prima di essere ceduto ai New Jersey Nets.
Con i Magic Dooling mette a referto il suo career-high di punti, segnandone 25 contro i Denver Nuggets, il 15 novembre del 2006.
Il 19 luglio 2010 firmò con i Milwaukee Bucks.
Nel luglio del 2011, durante il Lockout NBA 2011-2012, il suo nome venne accostato prima ai lituani dello Zalgiris Kaunas, ma siccome il contatto poi saltò, venne accostato alla squadra turca dell'Anadolu Efes Istanbul, ma anche questa volta tutto si concluse con un nulla di fatto. Decise di rimanere in NBA, ai Milwaukee Bucks.
Il 9 dicembre 2011, Dooling e una scelta del secondo turno del 2012 sono stati scambiati ai Boston Celtics in cambio della scelta del draft Albert Miralles. Dooling attualmente è il Vice Presidente per l'NBA Players Association. Con i Celtics sfoderò la miglior prestazione il 27 dicembre 2011 contro i Miami Heat, futuri avversari alle Finali della NBA Eastern Conference, mettendo a referto 18 punti, tirando 4 su 6 da tre punti.
Il 20 settembre 2012 si ritira, dopo 12 anni di carriera, e viene tagliato dai Boston Celtics, con i quali aveva firmato un nuovo contratto il 31 luglio; il suo agente, Kenge Stevenson, commenta così l'addio di Dooling al basket: "Dopo 12 anni di onorata carriera, Keyon ha deciso di porre fine alla sua avventura nella Nba: ha capito che è giunto il momento di pensare ad altri interessi e di trascorrere più tempo con la sua famiglia, Keyon non dimenticherà Boston e i Celtics".
Ad aprile 2013 tornò a giocare per i Memphis Grizzlies a pochi mesi dal ritiro (aveva infatti accettato un ruolo nello staff dirigenziale ai Boston Celtics). Con la squadra del Tennessee gioca anche i play-off: al primo turno i Grizzlies affrontano i Los Angeles Clippers, sua ex squadra.

## Statistiche

### College
| Anno      | Squadra         | PG | PT | MP   | TC%  | 3P%  | TL%  | RP  | AP  | PRP | SP  | PP   |
| --------- | --------------- | -- | -- | ---- | ---- | ---- | ---- | --- | --- | --- | --- | ---- |
| 1998-1999 | Missouri Tigers | 28 | 10 | 24,1 | 45,9 | 28,6 | 71,8 | 2,1 | 3,0 | 1,1 | 0,4 | 8,7  |
| 1999-2000 | Missouri Tigers | 31 | 30 | 31,7 | 38,9 | 34,7 | 74,3 | 2,7 | 3,6 | 1,4 | 0,5 | 15,3 |
| Carriera  | Carriera        | 59 | 40 | 28,1 | 41,1 | 33,8 | 73,3 | 2,4 | 3,4 | 1,3 | 0,5 | 12,1 |

### NBA

#### Regular Season
| Anno      | Squadra           | PG  | PT | MP   | TC%  | 3P%  | TL%  | RP  | AP  | PRP | SP  | PP  |
| --------- | ----------------- | --- | -- | ---- | ---- | ---- | ---- | --- | --- | --- | --- | --- |
| 2000-2001 | L.A. Clippers     | 76  | 1  | 16,3 | 40,9 | 35,0 | 69,8 | 1,2 | 2,3 | 0,5 | 0,1 | 5,9 |
| 2001-2002 | L.A. Clippers     | 14  | 0  | 11,1 | 38,6 | 28,6 | 83,3 | 0,2 | 0,9 | 0,3 | 0,2 | 4,1 |
| 2002-2003 | L.A. Clippers     | 55  | 1  | 17,6 | 38,9 | 36,0 | 77,2 | 1,3 | 1,6 | 0,4 | 0,1 | 6,4 |
| 2003-2004 | L.A. Clippers     | 58  | 24 | 19,6 | 38,9 | 17,4 | 83,0 | 1,4 | 2,2 | 0,8 | 0,1 | 6,2 |
| 2004-2005 | Miami Heat        | 74  | 0  | 16,0 | 40,3 | 25,3 | 78,0 | 1,2 | 1,8 | 0,5 | 0,2 | 5,2 |
| 2005-2006 | Orlando Magic     | 50  | 7  | 22,7 | 44,0 | 30,2 | 83,5 | 1,6 | 2,2 | 1,0 | 0,1 | 9,4 |
| 2006-2007 | Orlando Magic     | 66  | 2  | 21,7 | 41,0 | 32,3 | 80,9 | 1,3 | 1,7 | 0,8 | 0,2 | 7,9 |
| 2007-2008 | Orlando Magic     | 72  | 1  | 18,5 | 46,8 | 33,8 | 84,5 | 1,4 | 1,8 | 0,5 | 0,1 | 8,1 |
| 2008-2009 | N.J. Nets         | 77  | 18 | 26,9 | 43,6 | 42,1 | 82,5 | 2,0 | 3,5 | 0,9 | 0,1 | 9,7 |
| 2009-2010 | N.J. Nets         | 53  | 8  | 18,3 | 39,8 | 37,6 | 77,0 | 1,0 | 2,5 | 0,6 | 0,0 | 6,9 |
| 2010-2011 | Milwaukee Bucks   | 80  | 22 | 22,0 | 39,7 | 34,6 | 83,0 | 1,5 | 3,0 | 0,7 | 0,0 | 7,1 |
| 2011-2012 | Boston Celtics    | 46  | 2  | 14,4 | 40,5 | 33,3 | 74,2 | 0,8 | 1,1 | 0,3 | 0,0 | 4,0 |
| 2012-2013 | Memphis Grizzlies | 7   | 0  | 11,7 | 47,6 | 41,7 | 85,7 | 0,1 | 1,1 | 0,1 | 0,0 | 4,4 |
| Carriera  | Carriera          | 728 | 86 | 19,4 | 41,6 | 34,9 | 79,9 | 1,3 | 2,2 | 0,6 | 0,1 | 7,0 |

#### Play-off
| Anno     | Squadra           | PG | PT | MP   | TC%  | 3P%  | TL%  | RP  | AP  | PRP | SP  | PP  |
| -------- | ----------------- | -- | -- | ---- | ---- | ---- | ---- | --- | --- | --- | --- | --- |
| 2005     | Miami Heat        | 15 | 0  | 17,6 | 49,4 | 36,8 | 81,0 | 1,1 | 1,7 | 0,4 | 0,1 | 7,3 |
| 2007     | Orlando Magic     | 4  | 0  | 16,3 | 48,0 | 33,3 | 66,7 | 1,8 | 1,3 | 0,5 | 0,2 | 7,3 |
| 2008     | Orlando Magic     | 10 | 0  | 14,8 | 39,3 | 39,1 | 86,7 | 1,0 | 0,7 | 0,6 | 0,1 | 6,6 |
| 2012     | Boston Celtics    | 20 | 0  | 10,6 | 43,8 | 39,3 | 66,7 | 0,8 | 0,7 | 0,3 | 0,2 | 2,8 |
| 2013     | Memphis Grizzlies | 14 | 0  | 8,1  | 33,4 | 38,5 | 100  | 0,4 | 0,3 | 0,1 | 0,0 | 1,9 |
| Carriera | Carriera          | 63 | 0  | 12,7 | 44,2 | 38,4 | 82,4 | 0,8 | 0,9 | 0,3 | 0,1 | 4,6 |

#### Massimi in carriera
- Massimo di punti: 25 vs Denver Nuggets (15 novembre 2006)[10]
- Massimo di rimbalzi: 7 (4 volte)
- Massimo di assist: 11 vs Cleveland Cavaliers (21 gennaio 2011)
- Massimo di palle rubate: 5 vs Phoenix Suns (3 marzo 2006)
- Massimo di tiri da tre: 5 (4 volte)
- Massimo di tiri liberi: 9 vs Houston Rockets (19 dicembre 2007)